# Vallès Oriental
Vallès Oriental é uma comarca da Catalunha, Espanha. Abarca uma superfície de 851 quilômetros quadrados e tem 386 465 habitantes.

## Subdivisões
A comarca do Vallès Oriental subdivide-se nos seguintes municípios:
- Aiguafreda
- L'Ametlla del Vallès
- Bigues i Riells
- Caldes de Montbui
- Campins
- Canovelles
- Cardedeu
- Castellcir
- Cànoves i Samalús
- Figaró-Montmany
- Fogars de Montclús
- Les Franqueses del Vallès
- La Garriga
- Granollers
- Gualba
- La Llagosta
- Llinars del Vallès
- Lliçà d'Amunt
- Lliçà de Vall
- Martorelles
- Mollet del Vallès
- Montmeló
- Montornès del Vallès
- Montseny
- Parets del Vallès
- La Roca del Vallès
- Sant Antoni de Vilamajor
- Sant Celoni
- Sant Esteve de Palautordera
- Sant Feliu de Codines
- Sant Fost de Campsentelles
- Sant Pere de Vilamajor
- Santa Eulàlia de Ronçana
- Santa Maria de Martorelles
- Santa Maria de Palautordera
- Tagamanent
- Vallgorguina
- Vallromanes
- Vilalba Sasserra
- Vilanova del Vallès